# Fresneda de Altarejos
Fresneda de Altarejos é um município da Espanha, na província de Cuenca, comunidade autônoma de Castela-Mancha. Tem 59,9 km² de área e em 2021 tinha 37 habitantes (densidade: 0,6 hab./km²). Limita com os municípios de Altarejos, Mota de Altarejos, La Parra de las Vegas, Valdetórtola e Villar de Olalla.